# Peter Hammer
Peter L. Hammer (23 décembre 1936 à Timisoara, Roumanie - 27 décembre 2006 à Princeton, New Jersey) est un  mathématicien américain d'origine roumaine. Ses travaux s'inscrivent dans le champ de la recherche opérationnelle et des mathématiques discrètes Appliquées et ont porté essentiellement sur l'étude des fonctions pseudo-booléennes, avec des connexions en théorie des graphes et en analyse de données.

## Biographie
Peter Ladislaw Hammer est né à Timisoara (Roumanie) en 1936. Il obtient son doctorat de l'université de Bucarest, sous la direction de Grigore Moisil.
Il épouse Anca Ivanescu en 1961. En 1967, il s'enfuit avec elle pour Israël où il fut professeur au Technion, à Haïfa. En 1969 il déménage au Canada où il enseigne à l'université McGill puis à l'université de Waterloo. En 1983, il immigre aux États-Unis et devient professeur à l'université Rutgers, l'université d'État du New Jersey. Il meurt des suites d'un accident de voiture le 27 décembre 2006.
Il est père de deux fils et grand-père de quatre petits enfants.

## Travaux

### Domaines de recherche
Peter Hammer est un chercheur prolifique et influent en recherche opérationnelle et en mathématiques discrètes appliquées. Son domaine d'étude privilégié est l'étude des fonctions pseudo-booléennes (fonctions de {\displaystyle \{0,1\}^{n}} dans {\displaystyle \mathbb {R} }) et leurs liens avec l'optimisation. Il est ainsi considéré comme le fondateur de la Théorie des Fonctions Pseudo-Booléennes ainsi que le principal contributeur à celle-ci, comme en témoignent ses ouvrages,,,,. Il applique également les techniques ainsi développées à divers autres domaines, notamment la théorie des graphes, la programmation en nombres entiers.
Récemment, c'est à l'analyse de données qu'il a étendu ses travaux sur les fonctions booléennes en proposant la Logical Analysis of Data (LAD, souvent traduite par Analyse Combinatoire de Données en raison de la forte composante combinatoire de la méthode). Il a ainsi enregistré plusieurs succès dans l'étude de données réelles, essentiellement pour l'aide au diagnostic et au pronostic en médecine.
Ses publications incluent 19 livres et plus de 240 papiers. Quand on lui demandait quel était son article préféré parmi sa riche bibliographie, il répondait invariablement : « le dernier ».

### Activité éditoriale
Peter Hammer était le directeur et fondateur de RUTCOR (Rutgers University Center for Operations Research).
Il était aussi fondateur et éditeur-en-chef de diverses revues de renommées internationales dans le domaine de l'optimisation, dont Discrete Mathematics, Discrete Applied Mathematics, Discrete Optimization, Annals of Discrete Mathematics, Annals of Operations Research, SIAM Monographs on Discrete Mathematics and Applications.

### Distinctions et reconnaissance internationales
Peter Hammer est reconnu internationalement comme un chercheur influent. Il a reçu plusieurs distinctions internationales, dont des diplômes honorifiques de l'École polytechnique fédérale de Lausanne (1986), de l'Université de Rome « La Sapienza » (1998) et de l'Université de Liège (1999). Il a également reçu le prix « George Tzitzeica » de l'Académie roumaine (1966) et la
médaille Euler de l'Institute of Combinatorics and its Applications (1999).
Il était également membre de l'Association américaine pour l'avancement de la science depuis 1974 et était l'un des membres fondateurs de l'Institute of Combinatorics and its Applications.
Plusieurs conférences lui ont été dédiées, dont le premier International Colloquium on Pseudo-Boolean Optimization (Chexbres, Switzerland, 1987), le Workshop and Symposia Honoring Peter L. Hammer (Caesarea Rothchild Institute, University of Haifa, 2003) et l'International Conference on Graphs and Optimization (GO V, Leukerbad, Switzerland, 2006).